# BE ROCK!
『BE ROCK!』（ビー・ロック）は松田樹利亜の1枚目のミニ・アルバム。

## 概要
初のミニ・アルバム。自身のアルバムの中では合計収録時間が最も短い。

## 批評
CDジャーナルは「6曲で満腹になれる」「ヘヴィな面を凝縮したご機嫌なミニ・アルバム」と評した。

## 収録曲
1. show!!
2. LAST IMAGINATION
3. God judgment
4. lonely exile
5. Life’s travel
6. don't wanna die!

作詞：松田樹利亜　作曲・編曲：鈴木慎一郎